# Paul Bérard
Pour les articles homonymes, voir Bérard.
Henri Étienne Paul Bérard, né à Montpellier le 25 novembre 1836 et mort à Paris le 20 juillet 1921, est un chimiste français.

## Biographie
Paul Bérard est le fils de Jacques Étienne Bérard, chimiste, doyen de la faculté de médecine de Montpellier, et le petit-fils d'Étienne Bérard, partenaire industriel de Jean-Antoine Chaptal et parent de Jean-Baptiste Dumas.
Dans les traces de son père, il fait des études secondaires au lycée de Montpellier puis commence des études supérieures aux facultés des sciences et de médecine de Montpellier, études qu'il achève à la faculté des sciences de Paris en y obtenant la licence ès sciences physiques après d'importants problèmes de santé.
Paul Bérard est nommé préparateur du laboratoire de perfectionnement et de recherches pour les études chimiques de la faculté des sciences de Paris le 29 décembre 1860. Il est promu chef des travaux chimiques le 20 mars 1862 en remplacement d'Alfred Riche (Victor de Luynes lui succède comme préparateur). Il collabore aux travaux du directeur Jean-Baptiste Dumas. Il enseigne parallèlement la chimie industrielle à l'école Turgot et à l'école supérieure de commerce de Paris. Le 5 février 1872 il quitte la faculté pour devenir secrétaire du comité consultatif des arts et manufactures et est membre de nombreuses commissions techniques concernant la chimie industrielle.
Il est nommé chevalier de la légion d'honneur en 1881, officier de l'instruction publique en 1883 et officier de la légion d'honneur en 1895. Il est membre du conseil de la société d'encouragement pour l'industrie nationale à partir de 1877 et en fut vice-président. Il fut président du comité des arts chimiques.

## Distinctions
- Officier de la Légion d'honneur (1895)